# 아이작 헤이스
아이작 리 헤이스 주니어(Isaac Lee Hayes, Jr., 1942년 8월 20일 ~ 2008년 8월 10일)는 미국의 소울, 펑크 가수 겸 작곡가, 레코드 제작자, 편곡자, 작곡가, 배우이다. 헤이스는 1971년 흑인 영화 《샤프트》의 음악 작업에 참여하였고, 아카데미 주제가상과 그래미상의 두 분야에서 수상하였다. 앨범인 Black Moses로 자신의 세 번째로 그래미상을 받았다.
1997년부터 2006년까지 헤이스는 코미디 센트럴에서 방영하는 《사우스 파크》의 등장 인물인 셰프의 목소리 역할을 맡았다.